# Günter Schnabel
Günter Schnabel (* 17. September 1927 in Dresden; † 17. Dezember 2018) war ein deutscher Sportwissenschaftler.

## Leben
Nach dem Zweiten Weltkrieg schloss Schnabel 1947 am Kreuzgymnasium in Dresden seine Schulbildung mit dem Abitur ab. Zwischen 1947 und 1951 absolvierte er an der Universität Leipzig ein Studium in den Fächern Germanistik, Geschichte und Körpererziehung. Von 1951 bis 1954 arbeitete Schnabel als wissenschaftlicher Assistent am Institut für Körpererziehung der Pädagogischen Hochschule Potsdam und wurde dann zunächst als Assistent, Oberassistent, dann als Hochschullehrer an der Deutschen Hochschule für Körperkultur (DHfK) in Leipzig tätig. Ab 1954 zählte Schnabel zum Mitarbeiterstab von Kurt Meinel und wirkte beim Aufbau des Instituts für Bewegungslehre mit. Von 1964 bis 1969 leitete er dann das Institut.
Ab 1969 war Schnabel an der DHfK als Hochschullehrer im Bereich Trainingslehre beschäftigt, von 1973 bis 1990 war er an der Hochschule Leiter des Bereichs „Allgemeine Theorie und Methodik des Trainings“.
Schnabels wissenschaftliche Arbeit gilt in der Bewegungswissenschaft als grundlegend, sie hat nach Einschätzung der Deutschen Vereinigung für Sportwissenschaft (DVS) „die Entwicklung in der Bewegungs- und Trainingslehre wesentlich geprägt.“
Er arbeitete entscheidend am Buch „Bewegungslehre“ von Meinel mit und leitete ab der zweiten Auflage die Autorenschaft. Das Werk ist in mehreren Auflagen erschienen und wird als „Klassiker der deutschen Sportwissenschaft“ sowie „als praxisnahe wissenschaftliche Grundlage der Lehre im Fachgebiet“ eingestuft.
Ab den 1970er Jahren standen in Schnabels wissenschaftlichem Wirken die Themen Bewegungskoordination, sportliche Leistung und Training im Mittelpunkt, seine Arbeiten auf diesem Gebiet wurden im Nachhinein als richtungsweisend eingestuft. Das Buch „Trainingslehre - Trainingswissenschaft“, das Schnabel gemeinsam mit Hans-Dietrich Harre und Jürgen Krug in mehreren Auflagen veröffentlichte, wird zu den Standardwerken in diesem Fachgebiet gezählt.
Ab dem Jahr 1988 legte er den Schwerpunkt seiner wissenschaftlichen Arbeit auf den Bereich des Trainings der Bewegungskoordination. 1992 wurde Schnabel pensioniert.